# Сен-Шаман (Канталь)
Сен-Шама́н (фр. Saint-Chamant, окс. Sant Chamant) — коммуна во Франции, находится в регионе Овернь. Департамент — Канталь. Входит в состав кантона Салер. Округ коммуны — Морьяк.
Код INSEE коммуны — 15176.
Коммуна расположена приблизительно в 420 км к югу от Парижа, в 95 км юго-западнее Клермон-Феррана, в 19 км к северу от Орийака.

## Население
Население коммуны на 2008 год составляло 259 человек.
| 1962 | 1968 | 1975 | 1982 | 1990 | 1999 | 2008 |
| ---- | ---- | ---- | ---- | ---- | ---- | ---- |
| 528  | 491  | 410  | 332  | 329  | 280  | 259  |

## Администрация
| Период | Период | Фамилия       | Партия | Примечания |
| ------ | ------ | ------------- | ------ | ---------- |
| 2001   | 2008   | Франсуа Дозе  |        |            |
| 2008   |        | Жан-Мари Фабр |        |            |

## Экономика
В 2007 году среди 151 человека в трудоспособном возрасте (15—64 лет) 102 были экономически активными, 49 — неактивными (показатель активности — 67,5 %, в 1999 году было 65,6 %). Из 102 активных работали 99 человек (53 мужчины и 46 женщин), безработных было 3 (1 мужчина и 2 женщины). Среди 49 неактивных 10 человек были учениками или студентами, 25 — пенсионерами, 14 были неактивными по другим причинам.

## Достопримечательности
- Монастырь Сен-Шаман. Основан в 1484 году. Памятник истории с 2001 года[3]
- Замок Сен-Шаман[фр.] (XIV век). Памятник истории с 1988 года[4]